# Font Puda
|  | Aquest article tracta sobre font d'aigua sulfhídrica del Solsonès. Si cerqueu una font de La Segarra, vegeu «Font de la Puda». |

La Font Puda o Font de la Puda és una font sulfhídrica situada al municipi de La Coma i La Pedra, al Solsonès. Com ja indica el seu propi nom, Puda és una font que és molt característica per la seva clàssica olor d'ous podrits, típica de l'àcid sulfhídric, i pel seu mal gust a l'hora d'ingerir-la.

## Història
Les primeres referències que se'n tenen sobre la font les trobem al llibre Diccionario geográfico del geògraf Pasqual Madoz, publicat l'any 1845. En aquella obra trobem la següent informació sobre la Font de la Puda: 
| « | […] la Font Pudia, cuya agua se compone de ácido hidrosulfúrico libre; cloruros de cal, magnesia y sosa; carbonatos de cal y magnesia; sulfatos de magnesia, cal y alúmina en corta cantidad, y glesina ó beregina [...]. | » |

Aquesta font va tenir una gran afluència de gent durant els inicis del segle xx. Des del municipi veí, i el més gran de la Vall de Lord, Sant Llorenç de Morunys, s'organitzaven excursions per anar a passar estones a la font i gaudir de les seves propietats mineromedicinals. En aquest indret els habitants de la Vall hi passaven bones estones d'esbarjo i es van prendre algunes fotografies de la font amb els seus visitants. En aquells moments no hi havia encara la coberta en forma de volta de canó que trobem actualment, que es va projectar l'any 1947 per l'arquitecte de l'Ajuntament de La Coma i la Pedra en aquells moments.
Anys després, concretament l'any 1972, es va construir el pont sobre el riu Cardener que millorava l'accés a la deu.